# Karl Horst Hödicke
Karl Horst Hödicke (Nürnberg, 21 de febrero de 1938-Berlín, 8 de febrero de 2024) fue un pintor y escultor neoexpresionista alemán.

## Biografía
Nació en 1938 en Nürnberg, en 1957 su familia se establece en Berlín. Entre 1959-1964 estudia arquitectura y arte en el Hochschule der Künste de Berlín, donde fue alumno de Fred Thieler.
La obra de Hödicke incide en la cotidianeidad desde un punto de vista idealizado, como si se tratase de una mitología. Sus cuadros suelen hacer referencia a la vida en las ciudades y a los cambios derivados de las nuevas tecnologías. Empleaba gamas cromáticas fuertemente agresivas, destacando los verdes y amarillos ácidos, lo cual supone un punto de partida para los artistas más jóvenes del neoexpresionismo alemán.
Hödicke vivía y trabajaba en Berlín.

## Exposiciones
- 1964 Galerie Großgörschen 35, Berlín.
- 1965-77 Galerie René Block, Berlín.
- 1977 Badischer Kunstverein, Karlsruhe.
- 1981 Cuadros 1962-1980, Haus am Waldsee, Berlín.
- 1981-96 Kunsthalle Emden; Von der Heydt-Museum, Wuppertal; Galerie Wofgang Gmyrek, Düsseldorf.
- 1984 Kunstverein, Hamburgo.
- 1986-87 Kunstsammlung NRW, Düsseldorf; Städtische Kunsthalle, Mannheim; Städtische Galerie, Wolfsburg.
- 1987 Galerie Gmyrek, Düsseldorf; Galerie Skulima, Berlín.
- 1990 Studio d`Arte Cannaviello, Milán.
- 1991 Galerie Gmyrek, Düsseldorf.
- 1992 Raab Galerie, Berlín; Galería Juana Mordó, Madrid.
- 1993 Cuadros y esculturas 1975-1992, Neuer Berliner Kunstverein, Charlottenburg; Kunstmuseum, Düsseldorf.
- 1995 Galerie Wolfgang Gmyrek, Düsseldorf.
- 1996 Galerie Wolfgang Gmyrek, Düsseldorf.
- 1999 Royal Hilbernion Gallery, Dublín.
- 2005 Galerie Eva Poll, Berlín; RAAB Galerie, Berlín.